# Test dobré shody
Test dobré shody je metoda matematické statistiky, která umožňuje ověřit, zda má náhodná veličina určité předem dané rozdělení pravděpodobnosti. Takové rozdělení může být dáno včetně parametrů, nebo s neznámými parametry. Test se mimo jiné často používá pro ověřování hypotéz v kontingenční tabulce. Často se k tomu účelu používá Pearsonův chí-kvadrát test, který je nejstarším ze skupiny testů chí-kvadrát.

## Princip testu dobré shody
Test dobré shody je založen na tom, že náhodnou veličinu s multinomickým rozdělením lze transformovat na veličinu mající přibližně rozdělení chí kvadrát.

## Postup při testu dobré shody
1. Obor všech možných hodnot náhodné veličiny se rozdělí na k nepřekrývajících se částí.
2. Pro každou část se stanoví pravděpodobnost {\displaystyle p_{i}}, že náhodná veličina nabyde hodnoty z ité části.
3. Provede se N pokusů a zjistí se, kolikrát z těchto pokusů nabyla náhodná veličina hodnoty z 1., 2., … k-té části. Tyto četnosti se označí {\displaystyle X_{1},X_{2},...,X_{k}}.
4. Porovnají se očekávané četnosti v jednotlivých částech ({\displaystyle Np_{i}}) se skutečnými četnostmi ({\displaystyle X_{i}}) pomocí vzorce:

{\displaystyle \chi ^{2}=\sum _{i=1}^{k}{\frac {(X_{i}-Np_{i})^{2}}{Np_{i}}}}
Pokud má testovaná náhodná veličina předpokládané rozdělení, má náhodná veličina {\displaystyle \chi ^{2}} přibližně rozdělení chí kvadrát. Jestliže bylo rozdělení dáno včetně všech parametrů, je počet stupňů volnosti k-1; jestliže byl některý parametr rozdělení neznámý, snižuje se počet stupňů volnosti za každý neznámý parametr (bylo jej nutno nejprve z dat odhadnout a pak teprve stanovit pravděpodobnosti {\displaystyle p_{i}}).
Hodnotu veličiny {\displaystyle \chi ^{2}} porovnáme s kritickou hodnotou příslušného rozdělení chí kvadrát na požadované hladině významnosti. Test lze použít za předpokladu, že všechny hodnoty {\displaystyle Np_{i}} jsou aspoň 5.
Chráska - Úvod do výzkumu v pedagogice, Olomouc 2006, Universita Palackého, Pedagogická fakulta uvádí, že alespoň 80 % z očekávaných hodnot > 5. A všechny musí být větší než 1.

## Příklad
Chceme ověřit, zda je hrací kostka pravidelná. Hodíme kostkou 60krát a budeme sledovat četnosti jednotlivých hodnot. Při pravidelné kostce je pravděpodobnost každého čísla 1/6, tedy všechny hodnoty od 1 do 6 mají očekávanou četnost 10. Následující tabulka uvádí skutečné a očekávané četnosti jednotlivých hodnot.
| Hodnota ({\displaystyle i})                          | 1   | 2   | 3   | 4  | 5   | 6   | {\displaystyle \sum _{i=1}^{k}} |
| Skutečné četnosti ({\displaystyle X_{i}})            | 5   | 14  | 4   | 10 | 14  | 13  | 60                              |
| Očekávané četnosti ({\displaystyle Np_{i}})          | 10  | 10  | 10  | 10 | 10  | 10  | 60                              |
| {\displaystyle {\frac {(X_{i}-Np_{i})^{2}}{Np_{i}}}} | 2.5 | 1.6 | 3.6 | 0  | 1.6 | 0.9 | 10.2                            |

Dosadíme-li do vzorce, výsledná hodnota {\displaystyle \chi ^{2}=\sum _{i=1}^{k}{\frac {(X_{i}-Np_{i})^{2}}{Np_{i}}}} je 10,2 a kritická hodnota chí-kvadrát s 5 stupni volnosti na nejpoužívanější 5% hladině významnosti je 11,07. Nelze tedy prohlásit, že by předpoklad byl porušen, kostka může být pravidelná. Je však možné, že provedení většího počtu pokusů by již mohlo odchylku od pravidelnosti prokázat.